# Molino de la Aldehuela
El molino de la Aldehuela es un antiguo molino hidráulico ubicado en el municipio segoviano de Frumales (España). Está situado en el camino de la Aldehuela, en el antiguo término municipal del despoblado de Aldehuela de la Vega (de donde toma el nombre), deshabitado en el año 1864, cuando unió su concejo al de Frumales, y su término municipal fue absorbido por éste.
Se desconoce la fecha de su construcción, y ya existía en el siglo XVIII, pues queda recogido en el catastro del marqués de la Ensenada, entonces era propiedad de Pedro Santos, y producía 485 reales. Formó parte del grupo de molinos que Cuéllar y su Comunidad de Villa y Tierra utilizaron durante siglos para la molienda del cereal.
Dejó de funcionar en los años 1970, y en la actualidad es de propiedad privada. Se conserva el conjunto, aunque extremadamente reformado.